# O Semideus
O Semideus é uma telenovela brasileira produzida e exibida pela TV Globo de 22 de agosto de 1973 a 7 de maio de 1974, em 221 capítulos. Substituiu Cavalo de Aço e foi substituída Fogo sobre Terra, sendo a 13.ª "novela das oito" produzida emissora. 
Escrita por Janete Clair, teve direção de Walter Avancini.
Conta com as atuações de Tarcísio Meira, Glória Menezes, Francisco Cuoco, Yoná Magalhães, Juca de Oliveira, Maria Cláudia e Felipe Carone nos papéis principais.

## Enredo
O jornalista Alex Garcia inicia uma reportagem sobre o império industrial da família Leonardo ao mesmo tempo em que o presidente das empresas, Hugo, é vítima de uma conspiração armada por seus inimigos – Alberto Parreiras, Gildo Graça e Lafaiete Pontes – para se apossar do patrimônio da família. Acidentado e sequestrado, Hugo é substituído por um sósia dentro das empresas e na família, o desconhecido Raul, que aceitou participar da farsa com intuito de engordar sua conta bancária e também custear o tratamento de uma irmã doente.
Ninguém desconfia que Hugo é na realidade outra pessoa, com exceção de Alex e Ângela. Ela é a namorada de Hugo, que passa a suspeitar de seu comportamento após o acidente, principalmente quando ele dá um fim no relacionamento dos dois para se casar com outra mulher, Estela. O clímax acontece quando o verdadeiro Hugo Leonardo, tendo escapado do cativeiro e se recuperado do acidente que sofrera, reaparece para retomar o seu lugar junto às empresas e à família.

## Elenco
| Ator/Atriz              | Personagem                          |
| ----------------------- | ----------------------------------- |
| Tarcísio Meira          | Hugo Leonardo Filho / Raul de Paula |
| Glória Menezes          | Ângela                              |
| Francisco Cuoco         | Alexandre Garcia Maia (Alex Garcia) |
| Yoná Magalhães          | Adriana Penha                       |
| Juca de Oliveira        | Alberto Parreiras                   |
| Nívea Maria             | Soninha                             |
| Maria Cláudia           | Estela                              |
| Felipe Carone           | Gildo Graça                         |
| Ziembinski              | Padre Pavel Miodek                  |
| Miriam Pires            | Dulce Leonardo                      |
| Yara Cortes             | Úrsula Garcia Maia (Dona Sula)      |
| Stênio Garcia           | Lorde José                          |
| Paulo Padilha           | Dr. Lafaiete Pontes                 |
| Antônio Patiño          | Horácio                             |
| Ângela Leal             | Carmem                              |
| Monah Delacy            | Santa                               |
| Ary Fontoura            | Mauro                               |
| Renata Fronzi           | Paloma                              |
| Neide Alexandre         | Joice                               |
| Castro Gonzaga          | Azevedo                             |
| Gracinda Freire         | Juventina                           |
| Ênio Santos             | Santana                             |
| Macedo Neto             | Dr. Fausto                          |
| Ana Ariel               | Clara                               |
| Jardel Mello            | Dr. Paulo                           |
| Ivan Cândido            | Wálter                              |
| Heloísa Helena          | Elza                                |
| Irma Alvarez            | Raquel                              |
| Carlos Duval            | Almeida                             |
| Roberto Faissal         | Januário                            |
| Hemílcio Fróes          | Joaquim (Quinzinho)                 |
| Lúcia Alves             | Beatriz                             |
| Tony Ferreira           | Telmo                               |
| Suzana Gonçalves        | Norma (Norminha)                    |
| Rodolfo Arena           | Osvaldo                             |
| Roberto Bomfim          | Carlos                              |
| Françoise Forton        | Wanda                               |
| Maria Cristina Nunes    | Leda                                |
| Paulo Ramos             | Dr. Renato                          |
| Roberto Pirillo         | Lulu                                |
| Denise Dumont           | Ana Lúcia (Analu)                   |
| Diogo Vilela            | Diogo                               |
| Glória Pires            | Ione                                |
| Júlio César Vieira      | Manuel (Maneco)                     |
| Rosana Garcia           | Carmem (Carminha)                   |
| Isabela Garcia          | Clara (Clarinha)                    |
| Sérgio de Oliveira      | Abílio                              |
| Marcele Russo           | Durvalina                           |
| Sérgio Mansur           | Ruy Reis                            |
| Mário Petraglia         | Juca                                |
| Betty Sadi              | Lúcia                               |
| Mary Daniel             |                                     |
| Alair Nazareth          | Joana                               |
| Aldo Delano             | José                                |
| Antônio Leandro         | Félix                               |
| Ary Fontenelle          | Ernesto                             |
| Daniel Filho            |                                     |
| Denise Emmer            | Diana                               |
| Fernando José           | Padre Bernardo                      |
| Fernando Villar         | Dr. Soares                          |
| Francisco Serrano       | Dr. Noronha                         |
| Francisco Silva         | Dr. Rafael                          |
| Irene Maria do Carmo    | Lídia                               |
| Ivan Borges             | Seu João                            |
| Jackson de Souza        | Vargas                              |
| Jadilson Santana        | Valdo                               |
| Jayme Saldanha          | Jaime                               |
| José de Arimatéia       |                                     |
| Labanca                 | Dr. Heitor                          |
| Leila Cravo             | Márcia                              |
| Lúcia Mello             | Mãe de Maneco                       |
| Marcelo Serraúna        | Delegado Bonfim                     |
| Marilene Silva          | Ruth                                |
| Marlene Monteiro        | Tereza                              |
| Martu Mathias           |                                     |
| Milton Villar           |                                     |
| Paula da Silva Ambrósio | Hugo Leonardo III                   |
| Paulo Ambrósio          | Léo                                 |
| Samir de Montemor       | José                                |
| Yara Costa Lima         | Vera                                |

## Produção
Janete Clair entregou em 1973 a sinopse de uma nova novela, sob o título Cidade Vazia, para exibição na faixa das 20 horas da TV Globo, que contaria com Tarcísio Meira e Francisco Cuoco no elenco. Porém, pouco antes do início de suas gravações, a trama foi vetada para exibição pelo serviço de censura da ditadura militar do governo brasileiro, sendo liberada a ir ao ar no ano seguinte como Fogo sobre Terra. O impasse resultou no retardamento do final da trama antecessora, Cavalo de Aço, para que a autora criasse, às pressas, uma nova história em que reaproveitaria Meira e Cuoco como protagonistas, sendo liberada pela censura do governo em julho do mesmo ano com modificações, inclusive em seu título, que seria inicialmente O Selvagem, depois A Cidade Nua e, por fim, O Semideus.
Cenas da novela foram gravadas em locais de Portugal como a Torre de Belém, o Mosteiro de São Jerónimo e o Castelo de São Jorge, com câmeras portáteis pertencentes à Globo — antes, em experiências com filmagens no exterior, os equipamentos eram emprestados.

## Recepção
De acordo com o jornalista Valério Almeida do Jornal do Brasil a alta audiência da telenovela se deu pela baixa concorrência pois a história da trama "é repleta de absurdos".

## Música

### Nacional

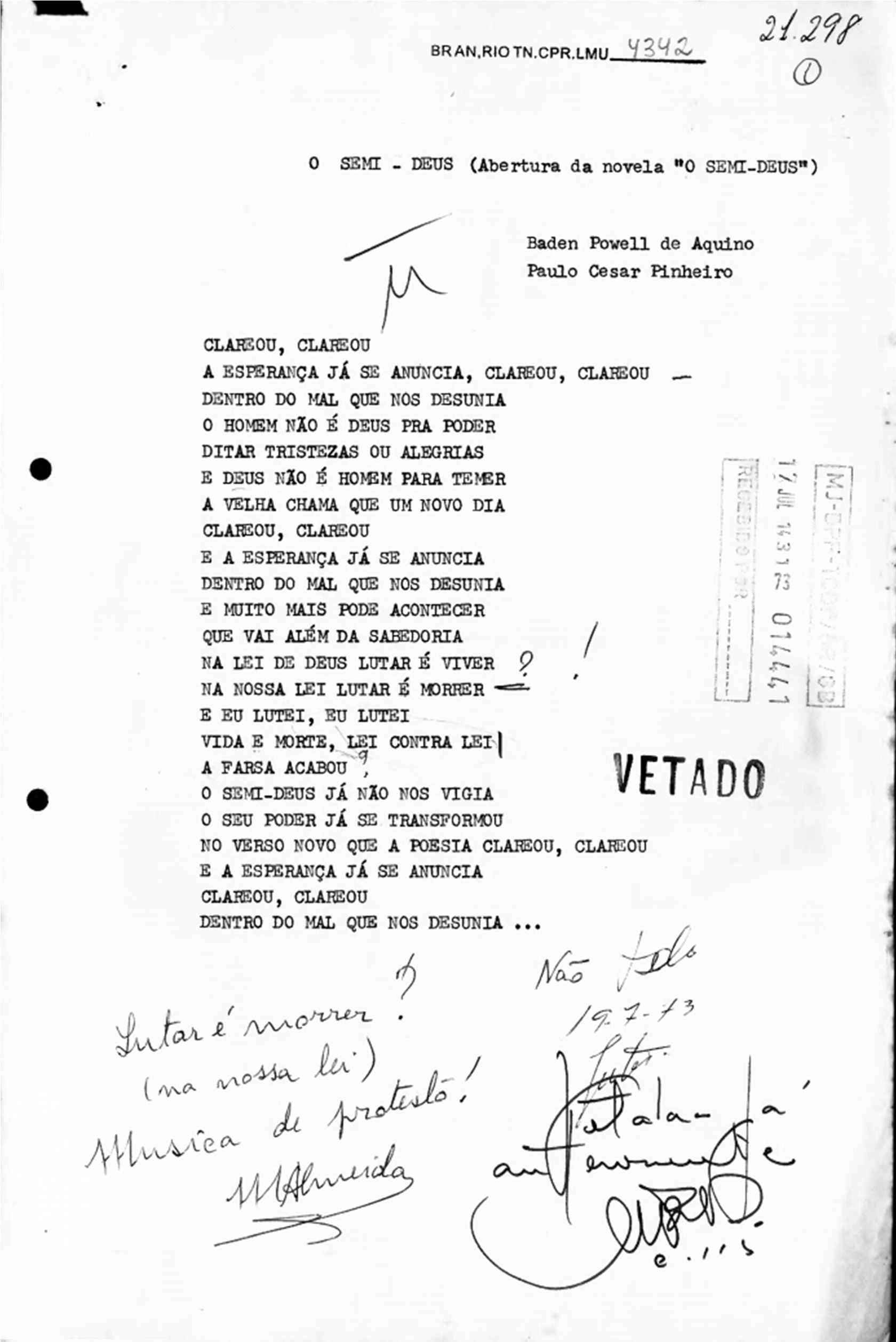
Documento de censura à letra da música "O Semideus", composta por Paulo César Pinheiro e Baden Powell

Janete Clair convidou o violonista Baden Powell e o poeta e letrista Paulo César Pinheiro, parceiros musicais, para compor a trilha sonora nacional da novela. Ambos apresentaram dez canções que foram inclusas no long play lançado em 1973 pela gravadora Som Livre e interpretadas por diferentes cantores. No disco também foi adicionado um fado de Amália Rodrigues.
O tema de abertura da trama "O Semideus", presente no LP, continha originalmente uma letra, que foi vetada pela censura do governo brasileiro por ser considerada uma "música de protesto". Assim, apenas sua versão instrumental foi distribuída.
| N.º | Título                    | Música                      | Tema          | Duração |  |
| 1.  | "Paciência"               | Trama                       | Soninha       |         |  |
| 2.  | "Uma Canção a Mais"       | Orquestra Som Livre         |               |         |  |
| 3.  | "Eu Não Tenho Ninguém"    | Claudia Regina              |               |         |  |
| 4.  | "Até Eu"                  | Maria Creuza                |               |         |  |
| 5.  | "A Volta"                 | Djalma Dias                 | Alex          |         |  |
| 6.  | "O Semideus"              | Orquestra Som Livre         | Abertura      |         |  |
| 7.  | "Solidão (Canção do Mar)" | Amália Rodrigues e Don Byas |               |         |  |
| 8.  | "Refém da Solidão"        | Maria Odette                | Dulce         |         |  |
| 9.  | "Figa de Guiné"           | Ana Maria e Maurício        |               |         |  |
| 10. | "Despedida"               | Victor Hugo                 | Hugo e Ângela |         |  |
| 11. | "Destinos"                | Marília Barbosa             |               |         |  |

### Internacional
| N.º | Título                                | Música                        | Tema              | Duração |  |
| 1.  | "All In Love Is Fair"                 | Stevie Wonder                 | Soninha e Alberto |         |  |
| 2.  | "Funky Stuff"                         | Kool & The Gang               |                   |         |  |
| 3.  | "Another Song"                        | Michael Davis                 | Alberto           |         |  |
| 4.  | "All The Way Down"                    | Etta James                    | Raul e Estela     |         |  |
| 5.  | "Songs"                               | B. J. Thomas                  |                   |         |  |
| 6.  | "Painted Ladies"                      | Ian Thomas                    |                   |         |  |
| 7.  | "Autumn Lovers"                       | Free Sound Orchestra          | Ângela            |         |  |
| 8.  | "Love Me Or Leave Me Alone"           | Dennis Yost & The Classics IV | Adriana e Alex    |         |  |
| 9.  | "Masterpiece"                         | Grover Washington Jr.         | Hugo              |         |  |
| 10. | "Welcome, Welcome"                    | Light Reflections             |                   |         |  |
| 11. | "Rockin' Roll Baby"                   | The Stylistics                |                   |         |  |
| 12. | "Nothing Would Matter (Que Revienne)" | Michael Hirschmann            | Analu             |         |  |
| 13. | "Let's Get It On"                     | Marvin Gaye                   |                   |         |  |
| 14. | "The Love We Share"                   | The Hopefulls                 |                   |         |  |

Ainda: Loss Of Love - Henry Mancini
- Músicas: Baden Powell e Paulo Cézar Pinheiro
- Coordenação geral: João Araújo
- Produção musical: João Mello
- Arranjos: Chiquinho de Morais, Waltel Branco e Luiz Roberto